# ズバ蛮
『ズバ蛮』（ズバばん）は永井豪の漫画作品、及び同作の主人公の名前。1971年、「週刊少年サンデー」（小学館）に連載され、翌1972年、朝日ソノラマのサン・コミックスで単行本化。以降も2度復刊した（後述）。

## あらすじ
日本の戦国時代に突如として出現した、桁外れの怪力と運動能力を持つ少年ズバ蛮。彼はアフリカ人のゴロンゴとライオンのシンゴや明人の関張飛、インド人のヒモジーなど、様々な理由で日本に渡来してきた者達と次々に出会う。さらにはフランスで処刑された後、なぜか日本で転生したジャンヌ・ダルクが仲間に加わり、日本を支配・統一する事を決意する。
そして百鬼一族や、その頭目である織田信長など、数々の敵と戦ってこれを討ち、遂には信長に代わって桶狭間の戦いに向かった。だが、その行く手には、意外な真相が待っていた。
ジャンヌの正体は未来世界のアトス星の巨人族ミレアであり、仲間と「歴史改変は可能か?」という賭けを行っていたのだ。先にフランスへ時間旅行した際、ミレアは、中世人である本物のジャンヌ・ダルクを事故死させてしまいジャンヌ・ダルクに成りすまし、歴史書の通りに行動する。そして、身代わりのロボットが火あぶりになったのを見届けた後、未来に帰還したのだった。
この体験談を元の時代で語ったジャンヌは、仲間のレオンから一つの疑問を突きつけられる。それは、「未来人ジャンヌがジャンヌ・ダルクとして行動する事が、本来の歴史だったのではないか?」と。
このことで論争となり、ミレアは「歴史改変は可能」と断言、仲間と賭けをする。それが、戦国時代での実験だった。
彼女は重力の強いユリウス星で後にズバ蛮と呼ばれる赤ん坊をさらい、戦国時代に置き去りにしたのである。ゴロンゴと関張飛は、そのボディガードとして用意されたロボットだった。タイムパトロールのヒモジーは、ジャンヌを逮捕しようと内偵しており、ついに逮捕に踏み切ったのだった。だが、ズバ蛮は自らの意思でタイムパトロールを排除、歴史を自分たちで切り開こうとする。
そして、20世紀。学校の授業では、「ズバ蛮が戦国時代に終止符を打ち、太平の世を築いた」と教えていた。

### 登場キャラクター
ズバ蛮
戦国の世で暴れ回る怪力無双の少年。長さ2ｍを超す戦国刀が武器。ジャンヌやゴロンゴたちと出会い天下統一によって平和な国を作ると決意する。
ジャンヌ・ダルク
日本に突如現れた少女騎士。敵にとらわれた際、巨人化する能力を見せた。本来100年以上前に死亡したはずであるが...
ゴロンゴ
ライオンのシンゴをつれて現れた黒人の戦士。母国の部族闘争を嫌い日本に流れ着いたと主張している。自らの手で平和な国を作るためズバ蛮に協力する。
実は彼と張飛はジャンヌが護衛として送ったアンドロイドであった。なおシンゴは生身のライオンである。
関張飛・隠匿
鎧と火竜砲を持つ巨漢の武人。冒険と武功を求めて平和な明からやってきたと主張している。
シッテルダ ヒモジー
腹が減って日本にやってきたインド人と主張している。ズバ蛮に食料をねだったことがきっかけで一行入りする。
ジェロヤッコ
北アメリカのインデアン（表記ママ）、コパッチ族の酋長。野牛を追ってアラスカから日本に流れ着いた。容姿は冷奴。
雪丸
ズバ蛮之幼なじみの少女。8年前にデベソをあざ笑れたことを恨み、風魔のくノ一になった。
チョンボ
ズバ蛮に育てられた幼児。
ボス猿
一行を襲った人食い猿のボス。ズバ蛮に敗れた後、毛を剃り人間のふりをして信長に仕官した。天文二十年に信長に仕えているシーンが確認できる。地の文で後の太閤豊臣秀吉とされているが、歴史改編後の去就は不明。
死臭丸
殺戮の限りを尽くす残虐な盗賊。鬼畜のような悪人だけでなく、文字通りの鬼、百鬼一族をも従えている。実は織田信長の仮の姿である。
織田 百鬼斉
肥大化した脳が露出した不気味な老人。武術の達人に角を植え付け鬼に仕立て上げている。これは洗脳も兼ねており、ズバ蛮やゴロンゴも一時的に下僕化されていた。彼がシンバに殺害されたことで洗脳が解ける。

### 百鬼一族
織田百鬼斉の外科手術で作られた鬼。人間に角を移植することで作った超人兵士である。角は洗脳効果も持ち、未来人やアンドロイドも下僕化した。黒魔術に通じており源義経を蘇らせたこともある。角や魔術の原理は未来人ジャンヌも正体が分からず、最後まで正体不明であった。織田百鬼斉や信長は鬼化はしていない。
ゲッターロボGの百鬼帝国の原型となっている。

## 単行本
- 初期単行本
  - 1972年、朝日ソノラマサン・コミックス全3巻。
- 復刊
  - 1985年、朝日ソノラマサンワイドコミックス全2巻。
  - 1999年、メディアファクトリー「永井豪華版セレクション」全2巻。

## 『バイオレンスジャック』での扱い
『バイオレンスジャック』は、永井豪の漫画作品。「少年マガジン」（講談社）で連載開始、以後、掲載誌の変更と中断を繰り返し、完結した。途中から永井作品及びキャラクターが数多く登場していくのが特徴のひとつとなっている。
ズバ蛮は主人公のライバルで最強の敵スラムキングの息子として登場、親の寝首をかくことを画策するなど重要な役割を担っていた。ジャンヌはスラムキングの娘として登場、関張飛などはズバ蛮配下の「九龍隊」のメンバーとして登場した者もおり、一部名前や設定が変わっている者もいる。